# Villa Corsini a Mezzomonte

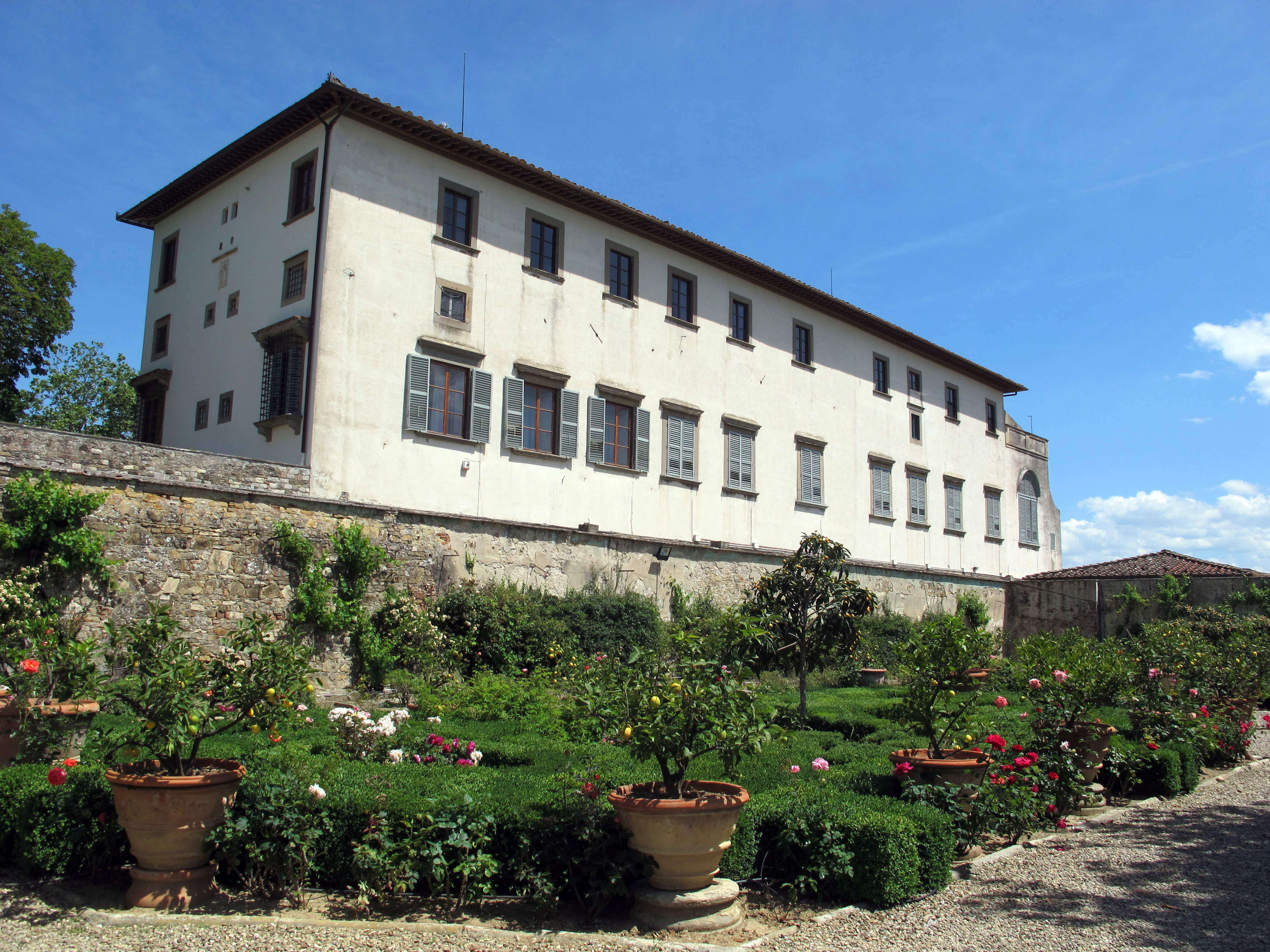
Veduta della villa dai giardini

La villa Corsini a Mezzomonte, ex villa medicea, si trova in via Imprunetana per Pozzolatico 116 nel comune di Impruneta, nel Chianti fiorentino.

## Storia
In questo luogo era esistita una fattoria fortificata sin da un'epoca molto antica, da alcuni datata intorno all'anno Mille, quando la proprietà apparteneva alla famiglia dei Buondelmonti. Di quell'epoca restano solo alcune mura, tra le quali quella meridionale dove si possono ancora riconoscere alcune merli incorporati nella parete.
Nel Trecento venne costruita una prima abitazione signorile dalla famiglia Barducci Ottavanti, con un'architettura quadrangolare con cortile centrale, edificata con blocchi di "pietra forte", in mezzo a una collina (a "mezzo monte", da cui il nome).
Lorenzo il Magnifico la acquistò nel 1480, ma la tenne solo due anni: Messer Bernardo del Nero la acquistò infatti nel 1482. Passata in seguito in eredità alla famiglia Ridolfi, essi la vendettero ai Panciatichi, che per primi iniziarono una vasta opera di trasformazione della villa in senso rinascimentale, verso il 1580.
La villa da allora si staglia compatta sul panorama delle colline del Chianti, con una torretta rialzata (forse un retaggio dell'edificio trecentesco) e con le tipiche finestre inquadrate da cornici grigie che risaltano sull'intonaco bianco.
Successivamente venne acquistata dal futuro cardinale Giovan Carlo de' Medici, fratello del granduca Ferdinando II, quando il rampollo di casa Medici aveva appena diciotto anni, nel 1629.
A lui si deve la gran parte della decorazione interna della villa, affrescata da alcuni dei più importanti artisti fiorentini dell'epoca. Fu infatti realizzata una galleria decorata da affreschi e ampliato il lato dell'edificio verso Impruneta, dove esistono ancora alcuni soffitti intagliati dell'epoca. Anche il giardino sul lato est si è mantenuto grosso modo secondo lo schema decorativo realizzato in quel periodo.

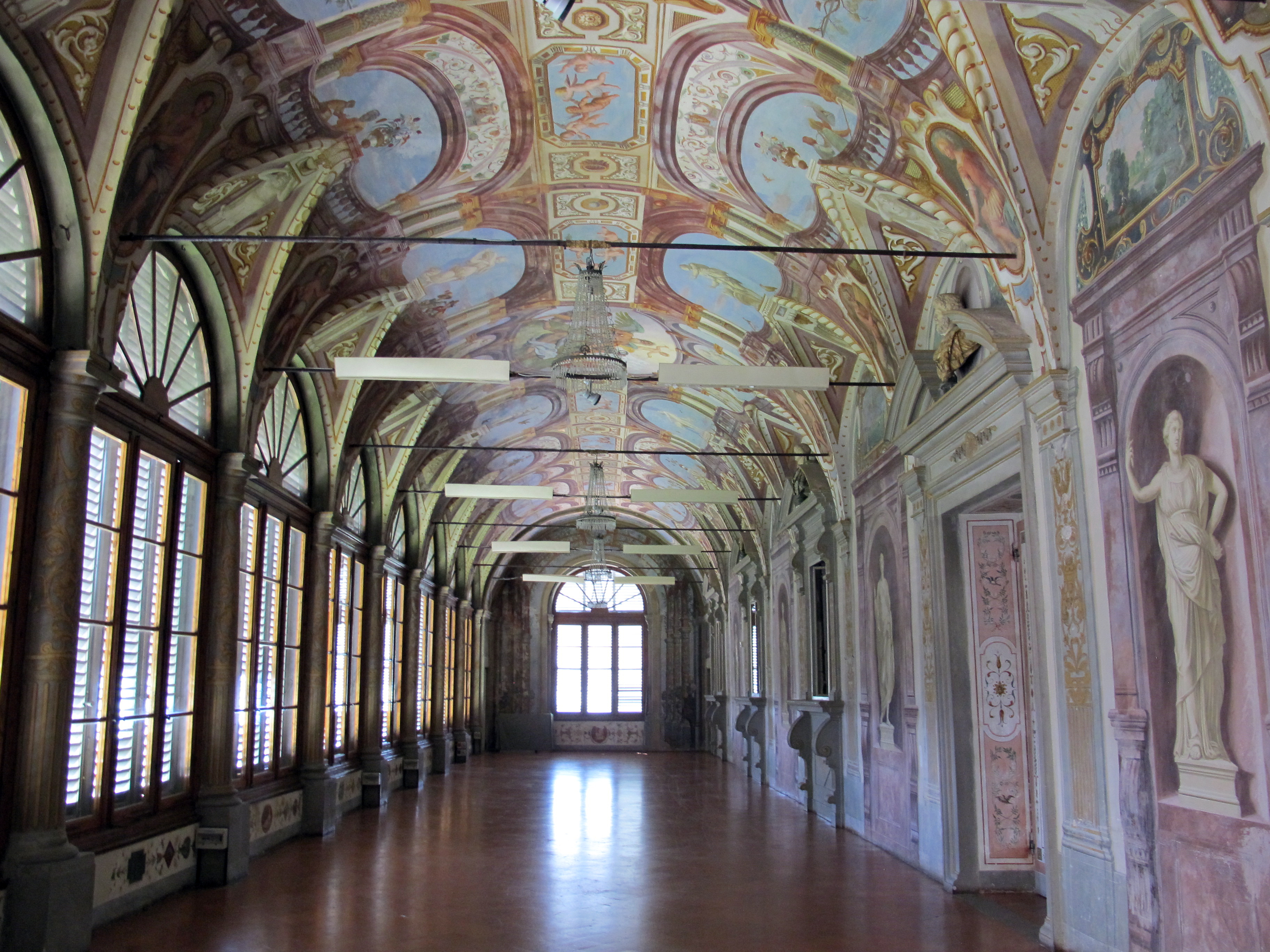
La galleria

Nel 1644, il Cardinale Carlo de' Medici vendette la villa al Marchese Bartolomeo Corsini, figlio del senatore Neri Corsini. I Corsini realizzarono gran parte dei giardini e la cappella gentilizia del piano nobile, dedicata a Sant'Andrea Corsini.
La villa è di proprietà della famiglia e, dopo essere stata accuratamente restaurata, è abitualmente abitata da alcuni discendenti, i quali aprono la loro villa per ricevimenti e altre manifestazioni speciali.

## Descrizione

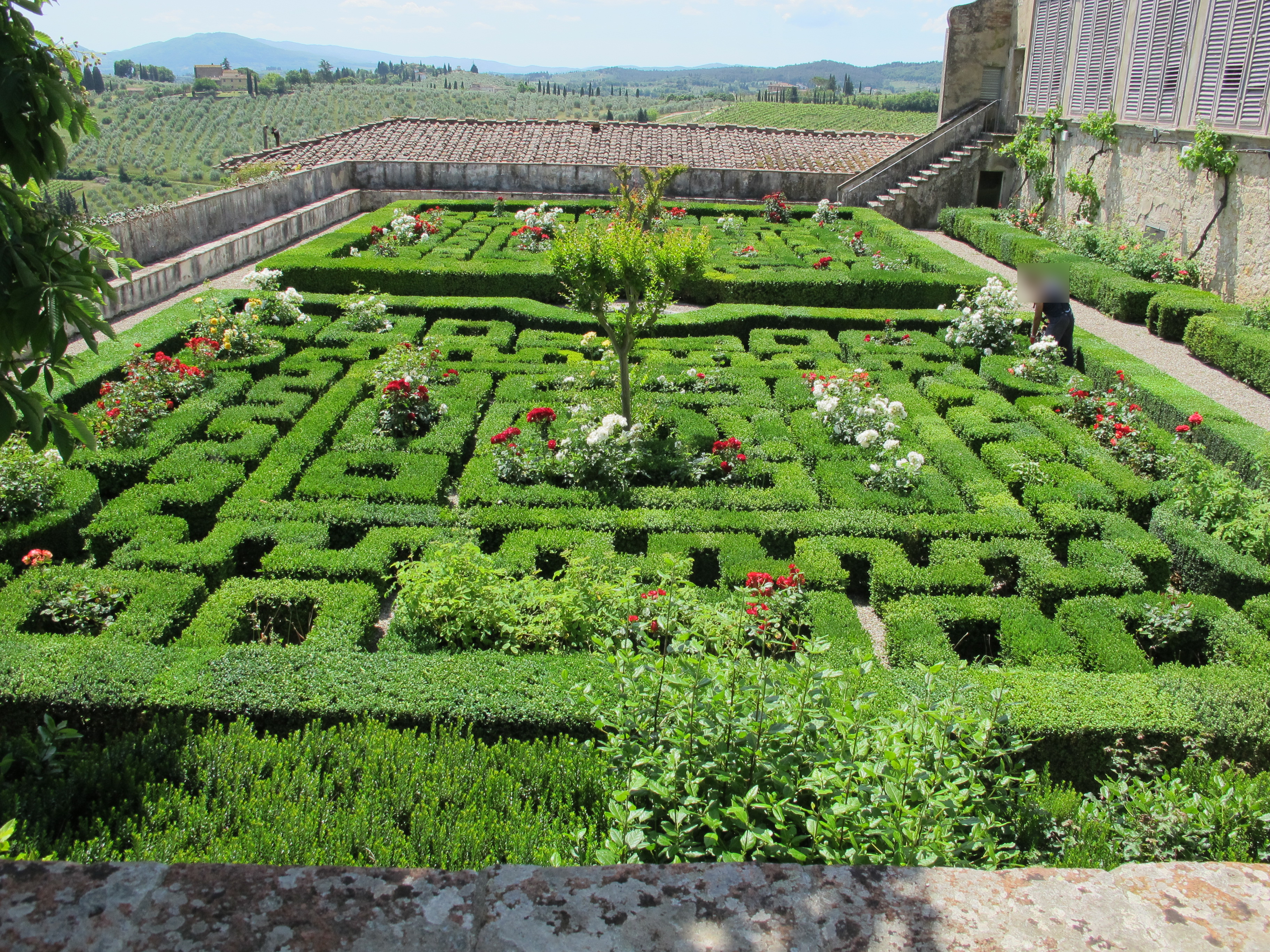
I giardini formali

I lavori di carpenteria promossi da Carlo de' Medici si conclusero nel 1632 e da allora si aprì il cantiere per la decorazione ad affresco degli ambienti.
Furono chiamati alcuni degli artisti più in vista della scuola pittorica fiorentina del primo Seicento, come Giovanni da San Giovanni e Francesco Albani, autori degli affreschi mitologici nelle sale adiacenti al vestibolo d'entrata  (Cacciata di Ebe e Assunzione di Ganimede quale coppiere di Zeus) con le prospettive di Baccio del Bianco, mentre Domenico Cresti detto il Passignano dipinse al centro della grande galleria un Dio Cronos e altre figure allegoriche.
Pandolfo Sacchi completò la galleria con soggetti architettonici in trompe l'oeil tra i quali figurano anche tralicci, animali e personaggi agresti, in un complesso programma iconografico dedicato alla vita di campagna, al trascorrere dei mesi e delle stagioni, a divinità rurali; lo stesso autore dipinse anche le lunette della Sala di Amore e Psiche.
Fu opera invece del pittore Cecco Bravo e aiuti la decorazione dell'ala meridionale con il ciclo ad affresco dedicato alla letteratura, un tema che qui trova una delle trattazioni più vaste a complete di tutta l'area fiorentina. Vi sono rappresentate scene dell'Orlando Furioso e della Gerusalemme liberata. Altri artisti non identificati dipinsero scene di caccia con minuti paesaggi che ricordano la scuola fiamminga, molto popolare all'epoca.